# 地上最大の脱出作戦
『地上最大の脱出作戦』（ちじょうさいだいのだっしゅつさくせん、原題：What Did You Do in the War, Daddy?）は、1966年のアメリカ映画。

## ストーリー
第二次世界大戦末期、キャッシュ大尉率いるアメリカ中隊にバレルノ村を占領する命令が下る。しかし、部隊が目的地に到着するとイタリアの守備隊はあっさり降伏し、さらにパーティを開いて両軍は意気投合してしまう。そんな中、アメリカの偵察部隊がやってくるという情報が入る。

## キャスト
| 役名             | 俳優                   | 日本語吹き替え | 日本語吹き替え |
| 役名             | 俳優                   | テレビ朝日版   | 東京テレビ版   |
| ---------------- | ---------------------- | -------------- | -------------- |
| クリスチャン少尉 | ジェームズ・コバーン   | 小林修         | ？             |
| キャッシュ大尉   | ディック・ショーン     | 広川太一郎     | ？             |
| オポ大尉         | セルジオ・ファントーニ | 家弓家正       | ？             |
| ジーナ           | ジョヴァンナ・ラッリ   | 増山江威子     | ？             |
| ロマーノ村長     | ジェイ・ノヴェロ       | 塩見竜介       | ？             |
| リゾー軍曹       | アルド・レイ           | 渡部猛         | ？             |
| ボルト将軍       | キャロル・オコナー     | 大宮悌二       | ？             |
| ポット少佐       | ハリー・モーガン       | 大木民夫       | ？             |

- テレビ朝日版：初回放送日1973年3月4日『日曜洋画劇場』
- 東京テレビ版：初回放送日2002年7月17日『午後のロードショー』